# Mayer-Lambert Ferenc
Mayer Lambert Ferenc (Tepla, 1795. szeptember 26. – Krakaunitz, 1865. augusztus 7.) német csillagász, egyetemi tanár, a Gellérthegyi Csillagvizsgáló igazgatója.

## Élete
Német anyanyelvű családban született az Osztrák Császárság csehországi területén, Teplán. Tanulmányait a premontreieknél kezdte 1817-ben, 1819. augusztus 15-én szentelték fel. Minthogy a matematikai tudományokkal sikerrel foglalkozott, 1821-ben a rendi apát a prágai csillagvizsgálóba küldte, hogy ott a csillagvizsgáló intézet igazgatójának, Dávid Mártonnak, aki szintén a rend tagja volt, munkálatainál segédkezzék. Két év múlva elhagyta Prágát és a bécsi csillagvizsgáló intézetbe ment, ahol újabb két év múlva, 1823-ban adjunktus és egyszersmind a gyakorlati csillagászat tanára lett.
1835-ben pályázat útján elnyerte a pesti egyetem tanszékvezetői állását. Ezzel egyúttal ő lett a gellérthegyi csillagvizsgáló igazgatója is. 1849-ben kénytelen volt menekülni és egy ideig rendjénél tartózkodott. Mire újra visszatérhetett, intézete többé nem létezett. 1851-ben a József-ipariskola ideiglenes igazgatója lett. 1853-ban a pesti egyetem bölcseletdoktori címmel tüntette ki. 1857-ben az ipariskola műegyetemmé fejlesztetvén, Mayer Lambert lett annak igazgatója. 1861-ben negyven évi szolgálat után nyugalomba vonult. 1862 tavaszán Teplaba, a rendházba költözött. Életének utolsó két évét, mint a rend krakaonitzi uradalmának jószágigazgatója töltötte. Tudományos érdemeiért a Ferenc József-rendet kapta.

## Munkássága
A meteorológiai megfigyelések tökéletesítésén dolgozott, valamint megfigyeléseket végzett a Halley-üstökös visszatérésekor és a Neptunusz felfedezése alkalmából. Az 1849-ben elpusztult csillagvizsgáló újjászervezésén is ügyködött, ám nem járt sikerrel.

## Emlékezete
- 2023 óta nevét őrzi a 221454 Mayerlambert kisbolygó.[2]